# Unsere Liebe Frau, Königin der Welt (Kisielice)
Die römisch-katholische Pfarrkirche Unsere Liebe Frau, Königin der Welt in Kisielice (deutsch Freystadt) in der Woiwodschaft Ermland-Masuren ist eine gotische Kirche aus dem 14. Jahrhundert, die zum Bistum Pomesanien gehörte. Zu deutscher Zeit war die Kirche zu Ehren des heiligen Nikolaus geweiht.

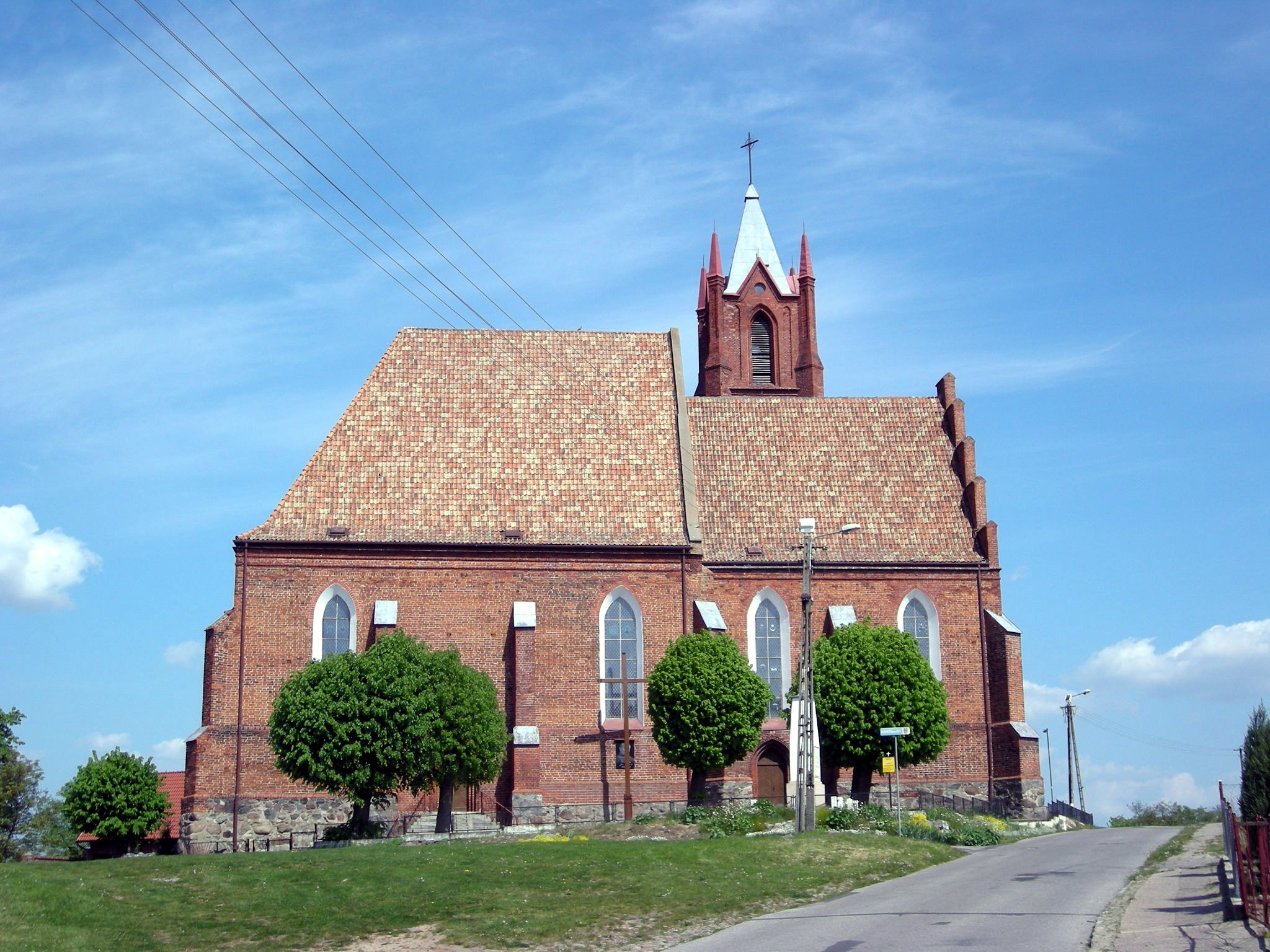
Pfarrkirche Unsere Liebe Frau, Königin der Welt in Kisielice

## Geschichte
Die Kirche wurde wohl im zweiten Drittel des 14. Jahrhunderts erbaut. Für diese Datierung sprechen die Gründung der Stadt im frühen 14. Jahrhundert, der gotische Mauerwerksverband und Ähnlichkeiten bei den Profilen mit der Marienburg. 1525 wurde sie evangelisch. Im Jahr 1653 brannte der hölzerne Turm, anschließend wurde ein Fachwerkturm errichtet. Nach 1856 wurde an der Nordostseite ein massiver Turm angebaut. Von der mittelalterlichen Kirche stehen die Umfassungsmauern des Langhauses und des Chors.
Die Kirchengemeinde gehörte zuletzt zum Kirchenkreis Rosenberg in der Kirchenprovinz Ostpreußen der Evangelischen Kirche der altpreußischen Union. Nach 1945 wurde sie der römisch-katholischen Kirche übergeben und gehört jetzt zum Bistum Elbląg.

## Architektur
Der Bau ist ein ungewölbter Saalbau mit einem eingezogenen Rechteckchor und Strebepfeilern. Die Wände des Chors sind durch Strebepfeiler verstärkt. An der Ostseite befindet sich ein Spitzbogenfenster, während an der Südseite ein profiliertes Portal zu finden ist. Der Chor ist durch einen Sockel mit schräger Überleitung und ein Putzband horizontal gegliedert. Die Umfassungsmauern des Chors sind aus Backstein im gotischen Verband errichtet. Die Wände des Langhauses sind durch Strebepfeiler und Spitzbogenfenster in drei Abschnitte gegliedert. Es gibt spitzbogige Portale an der Nord-, West- und Südseite, die mit kräftigen Rundstäben profiliert sind. Die Wandflächen sind durch einen hohen Sockel und ein Putzband aufgelockert, das sich auf Traufhöhe befindet. Die Außenwände des Langhauses sind weitgehend gliederungslos, was dem Bau eine blockartige und geschlossene Wirkung verleiht. Der Ostgiebel war ursprünglich ein neunachsiger Staffelgiebel mit durchgehenden Spitzbogenblenden, die durch Lisenen getrennt waren. Die heutigen Giebel sind größtenteils erneuert, nur die unteren Stufen des Ostgiebels sind noch mittelalterlich.